# Marc Hodel
Marc Hodel (6 november 1970) is een voormalig betaald voetballer uit Zwitserland die bij voorkeur als verdediger speelde. Hij beëindigde zijn loopbaan in het seizoen 2005-2006 bij Inter Club Zürich, en ging verder als voetbaltrainer.

## Interlandcarrière
Hodel maakte zijn debuut voor het Zwitsers voetbalelftal in de vriendschappelijke wedstrijd tegen Hongarije op 18 november 1998, net als aanvaller Alexandre Rey (Servette) en middenvelder Patrick Bühlmann (Servette). Zijn eerste en enige interlandtreffer maakte hij in zijn tweede interland: op 6 februari 1999, toen Zwitserland met 2-0 won van Slovenië. Hodel speelde in totaal dertien interlands voor de nationale ploeg.